# El Boalo
El Boalo är en ort och kommun i Spanien.   Den ligger i den autonoma regionen Madrid, i den centrala delen av landet, 40 km nordväst om huvudstaden Madrid. Antalet invånare är 8 424. Arean är 39,59 kvadratkilometer. El Boalo gränsar till Manzanares el Real, Moralzarzal, Becerril de la Sierra, Navacerrada och Colmenar Viejo. 
El Boalo inkluderar också de två mindre samhällena Cerceda och Mataelpino.
Kyrkan Santa María la Blanca, belägen i Cerceda, är byggd i gotisk stil och härrör från 1500-talet. Den är listad som Monumento Histórico Artístico.
Naturen präglas av närheten till La Maliciosa.